# Pararchytas apache
Pararchytas apache är en tvåvingeart som beskrevs av Norman E. Woodley 1998. Pararchytas apache ingår i släktet Pararchytas och familjen parasitflugor.
Artens utbredningsområde är New Mexico. Inga underarter finns listade i Catalogue of Life.